# Lluís Cortés
Lluís Cortés i Cava (Lleida, 19 agosto 1986) è un allenatore di calcio ed ex calciatore spagnolo, di ruolo centrocampista, commissario tecnico della nazionale femminile saudita.

## Carriera
Dopo una breve carriera da calciatore, ha iniziato quella da allenatore nel calcio femminile. Nell'estate 2017 è entrato nello staff tecnico del Barcellona, dove è rimasto in qualità di assistente fino al 2019. Nello stesso anno ha sostituito Fran Sánchez come allenatore in prima. Nella stagione 2020-2021 ha guidato il Barcellona ad uno storico treble, vincendo la Primera División Femenina, la Coppa della Regina e la UEFA Women's Champions League.
Dopo aver lasciato il Barcellona al termine della stessa annata, il 14 novembre 2021 viene annunciato come nuovo commissario tecnico della nazionale femminile ucraina.
L'11 dicembre 2023, viene ufficialmente annunciato come nuovo CT della nazionale femminile saudita.

## Palmarès

### Club

#### Competizioni regionali
- Copa de Catalunya: 1

Barcellona: 2019

#### Competizioni nazionali
- Campionato spagnolo: 2

Barcellona: 2019-2020, 2020-2021
- Coppa della Regina: 2

Barcellona: 2019-2020, 2020-2021
- Supercoppa spagnola: 1

Barcellona: 2020

#### Competizioni internazionali
- UEFA Women's Champions League: 1

Barcellona: 2020-2021

### Individuale
- Allenatore dell'anno UEFA (calcio femminile): 1

2020-2021
- Allenatore dell'anno IFFHS (calcio femminile): 1

2021